# Tadeusz Janicki (dyplomata)
Tadeusz Janicki (ur. 14 grudnia 1925 w Łodzi, zm. 5 października 2004 w Warszawie) – polski urzędnik i dyplomata; konsul generalny w Sztokholmie i Toronto (1976–1981) oraz ambasador w Kenii (1988–1992).

## Życiorys
Pracownik Ministerstwa Spraw Zagranicznych, gdzie pełnił m.in. funkcję dyrektora administracyjnego. Przebywał na placówkach w Moskwie, Dżakarcie, Sztokholmie (jako konsul generalny). Był pierwszym polskim konsulem generalnym w Toronto (1981–1985). Od 14 stycznia 1988 do 5 sierpnia 1992 pełnił funkcję ambasadora w Kenii.
Żonaty z Barbarą. Miał syna.